# 三星Galaxy A12
三星 Galaxy A12是三星电子制造的 Android 智能手机。 这款手机于 2020 年 11 月发布，是Galaxy A11的继任者。 这款手机配备 48 MP 四摄像头设置、6.5 英寸（170 毫米）720p 显示屏和 5000 毫安时锂聚合物电池。 

## 配置

### 设计
机身顏色方面，Galaxy A12 有黑色、蓝色和白色可供选择。 四个后置摄像头排列在左上角的一个正方形中，类似于 Galaxy A42 5G 的摄像头阵列。 背面和侧面由塑料制成，而正面是玻璃。

### 硬件
Galaxy A12 配备 6.5 英寸（170 毫米）IPS LCD屏幕，分辨率为 720 × 1600，比例为 20:9，屏占比约为 85.8%，密度约为 264 ppi。 手机的尺寸为 6.46 x 2.98 x 0.35 英寸（164 x 75.8 x 8.9 毫米），重 205 克（7.2 盎司）。 这款手机有 4 种不同的存储配置：32 GB/3 GB RAM、64 GB/4 GB RAM、128 GB/4 GB RAM 和 128 GB/6 GB RAM。 可以通过 MicroSD 卡扩展存储，最多可额外增加 1 TB。 该手机由八核 12nm Mediatek MT6765 Helio P35 芯片供电。 5000 mAh 锂聚合物电池可通过其 USB-C 端口快速充电 (15 W)，该端口位于 3.5 毫米耳机插孔和单个扬声器之间。 指纹传感器位于多功能（电源）按钮上。

### 镜头
三星 Galaxy A12 有 4 个后置摄像头。 主摄像头是一个 48 MP 传感器，具有 f/2.0 光圈、26mm 焦距和自动对焦。 超宽为 8 MP，具有 f/2.2 光圈和 123° 视野。 主摄像头能够以 30 fps 的速度高达 1080p。 微距相机（用于特写镜头）和深度传感器（用于背景模糊）都是 2 MP 传感器，光圈为 f2.4。 还配备了 LED 闪光灯，可在低光下照亮照片。 前置摄像头的分辨率为 8 MP，可以以 30 fps 的速度录制高达 1080p 的视频。

### 系统
该智能手机運行基於Android 10的One UI Core 2.5，预装了许多Google 应用程序。 它还配备了 Samsung Knox 以提高安全性。